# Bellflower (Califórnia)
Bellflower é uma cidade localizada no estado americano da Califórnia, no Condado de Los Angeles. Foi incorporada em 3 de setembro de 1957.

## Geografia
De acordo com o United States Census Bureau, a cidade tem uma área de 15,9 km², onde 15,8 km² estão cobertos por terra e 0,1 km² por água.

### Localidades na vizinhança
O diagrama seguinte representa as localidades num raio de 8 km ao redor de Bellflower. 

## Demografia
Segundo o censo nacional de 2010, a sua população é de 76 616 habitantes e sua densidade populacional é de 4 833,60 hab/km². Possui 24 897 residências, que resulta em uma densidade de 1 570,72 residências/km².